# Rybożer melanezyjski
Rybożer melanezyjski, bielik melanezyjski (Icthyophaga sanfordi) – gatunek dużego ptaka drapieżnego z rodziny jastrzębiowatych (Accipitridae). Gatunek endemiczny, występuje jedynie na archipelagu Wysp Salomona. Zamieszkuje przybrzeżne lasy i jeziora. Jest narażony na wyginięcie.

## Taksonomia
Gatunek po raz pierwszy opisał w 1935 roku niemiecki ornitolog Ernst Mayr, nadając mu nazwę Haliaeetus sanfordi. Jako miejsce typowe odłowu holotypu Mayr wskazał wyspę Choiseul. Holotypem był dorosły samiec odłowiony 28 listopada 1927 roku przez R.H. Becka, F.P. Drowne’a i H. Hamlina.
Przeniesiony z rodzaju Haliaeetus do Icthyophaga. Nie wyróżnia się podgatunków.

## Morfologia
Wygląd zewnętrznyUpierzenie białawo-brązowe, nieco jaśniejsze na głowie i szyi. Od piersi w dół zabarwienie od ciemnobrązowego do szaro-czarnego. Ten gatunek jest wyjątkiem w rodzaju Haliaeetus, ponieważ ma ogon ciemny przez całe życie.
Rozmiarydługość ciała ok. 70–90 cm, rozpiętość skrzydeł ok. 165–185 cm

## Zasięg występowania
Rybożer melanezyjski jest endemitem archipelagu Wysp Salomona. Występuje na terytorium państwa Wyspy Salomona oraz na stanowiących część Papui-Nowej Gwinei wyspie Buka i Wyspie Bougainville’a. Jest gatunkiem osiadłym.

## Pożywienie
Pożywienie tego rybożera to głównie padlina, ryby, kraby, żółwie i węże morskie. Sporadycznie także małe ptaki oraz owoce rosnące w koronach lasów deszczowych.

## Rozród
Pora lęgowaOd sierpnia do października.
JajaZwykle składa dwa jaja.

## Status
Międzynarodowa Unia Ochrony Przyrody (IUCN) uznaje rybożera melanezyjskiego za gatunek narażony (VU – Vulnerable) nieprzerwanie od 1994 roku. Liczebność populacji szacuje się na 250–999 dorosłych osobników. Trend liczebności populacji uznaje się za spadkowy.